# Манчестер (Міннесота)
Манчестер (англ. Manchester) — місто (англ. city) в США, в окрузі Фріборн штату Міннесота. Населення — 52 особи (2020).

## Географія
Манчестер розташований за координатами 43°43′31″ пн. ш. 93°27′4″ зх. д. / 43.72528° пн. ш. 93.45111° зх. д. (43.725414, -93.451163).  За даними Бюро перепису населення США в 2010 році місто мало площу 0,23 км², уся площа — суходіл. В 2017 році площа становила 0,19 км², уся площа — суходіл.

## Демографія
Згідно з переписом 2010 року, у місті мешкало 57 осіб у 26 домогосподарствах у складі 15 родин. Густота населення становила 251 особа/км².  Було 30 помешкань (132/км²).
Расовий склад населення:
| - 100,0 % — білих |

До двох чи більше рас належало 0,0 %. Частка іспаномовних становила 1,8 % від усіх жителів.
За віковим діапазоном населення розподілялося таким чином: 26,3 % — особи молодші 18 років, 54,4 % — особи у віці 18—64 років, 19,3 % — особи у віці 65 років та старші. Медіана віку мешканця становила 36,8 року. На 100 осіб жіночої статі у місті припадало 147,8 чоловіків;  на 100 жінок у віці від 18 років та старших — 133,3 чоловіків також старших 18 років.
Середній дохід на одне домашнє господарство  становив 65 216 доларів США (медіана — 39 583), а середній дохід на одну сім'ю — 82 325 доларів (медіана — 65 000). За межею бідності перебувало 15,4 % осіб, у тому числі 0,0 % дітей у віці до 18 років та 7,7 % осіб у віці 65 років та старших.
Цивільне працевлаштоване населення становило 22 особи. Основні галузі зайнятості: публічна адміністрація — 31,8 %, роздрібна торгівля — 22,7 %, освіта, охорона здоров'я та соціальна допомога — 22,7 %.